# Глухов, Владимир Викторович
Влади́мир Ви́кторович Глу́хов (род. 1947) — советский и российский ученый-экономист, доктор экономических наук, профессор, в течение 21 года — проректор Санкт-Петербургского политехнического университета, заслуженный деятель науки Российской Федерации (2000), почётный работник высшего профессионального образования Российской Федерации (2007), лауреат премии Президента РФ (2002) и Правительства РФ в области образования (2014).

## Биография
Родился в Москве 16 мая 1947 года.
В 1964 году окончил среднюю школу с серебряной медалью и в тот же год поступил на физико-механический факультет Ленинградского политехнического института. В 1970 году окончил институт с отличием и поступил в аспирантуру. В 1973 году защитил диссертацию на соискание ученой степени кандидата технических наук по теме «Разработка математических моделей и алгоритмов планирования для АСУП холоднокатаного листа и сортового проката».
В 1981 году защитил диссертацию на соискание ученой степени доктора экономических наук по теме «Совершенствование плановых решений в прокатном производстве (модели и методы решения задач)». (ВАК ЭК 001098, 12 августа 1983)
С 1985 года — профессор (9 июля 1985 г., Госкомвуз ПР 012937)
С 1988 г. возглавляет кафедру «Экономика и менеджмент недвижимости и технологий» инженерно-экономического института.
С 1995 по 2011 г. — проректор университета по учебной работ; с 2011 по 2015 г. — проректор по организационной и экономической деятельности; в феврале 2015 г. назначен первым проректором.

## Научная деятельность
Научные направления исследований В. В. Глухова — экономико-математические модели, экономика знаний, производственный менеджмент, экологический менеджмент, университетский менеджмент. Результаты его научно-исследовательских работ прикладного характера внедрены на промышленных предприятиях и в проектных организациях, в том числе на Кировском и Ижорском заводах, Череповецком комбинате, в ЦНИИчермет, ЦНИИМ «Прометей» и мн. др
Возглавляемая профессором В. В. Глуховым научная школа подготовила более 75 кандидатов и 10 докторов наук, работающих в России и в других странах (Болгарии, Германии, Вьетнаме, Йемене, Нигерии, Кубе)
В. В. Глухов является автором более 500 работ, из них свыше 140 монографий, учебников, учебных пособий, входит в 100 лучших экономистов России по национальному рейтингу.

## Награды и премии
- Орден Александра Невского (28 февраля 2023) — за заслуги в научно-педагогической деятельности, подготовке квалифицированных специалистов и многолетнюю добросовестную работу[1]
- Орден Почёта
- Медаль «В память 300-летия Санкт-Петербурга»
- Заслуженный деятель науки Российской Федерации (2000)
- Премия Президента Российской Федерации в области образования (2002)
- Премия Правительства Российской Федерации в области образования (2007)
- Премия Правительства Российской Федерации в области образования 2013 года (12 ноября 2013) — за цикл работ «Научные и прикладные разработки в области высокоэкологичных систем электрофизического аппаратостроения, мощной импульсной энергетики и управляемого термоядерного синтеза для подготовки специалистов в области энергетики»
- Почетный работник высшего профессионального образования